# Puchar Azji w narciarstwie dowolnym 2022/2023
Puchar Azji w narciarstwie dowolnym 2022/2023 rozpoczął się 4 marca 2023 r. w japońskim ośrodku narciarskim Sapporo Bankei, natomiast finałowe zmagania sezonu rozegrano 21 marca tego samego roku w japońskim kurorcie Taira Ski Resort.

## Konkurencje
- MO = jazda po muldach

## Kalendarz i wyniki

### Mężczyźni
| Lp. | Data           | Miejscowość      | Konkurencja | 1. miejsce       | 2. miejsce       | 3. miejsce    |
| --- | -------------- | ---------------- | ----------- | ---------------- | ---------------- | ------------- |
|     | 15 lutego 2023 | Hakuba           | MO          | Odwołano         | Odwołano         | Odwołano      |
| 1.  | 4 marca 2023   | Sapporo Bankei   | MO          | Taketo Nishizawa | Takuya Shimakawa | Goshin Fujiki |
| 2.  | 21 marca 2023  | Taira Ski Resort | MO          | Ikuma Horishima  | Takuya Shimakawa | Goshin Fujiki |

### Klasyfikacje
| Lp. | Zawodnik         | Punkty |
| --- | ---------------- | ------ |
| 1.  | Takuya Shimakawa | 160    |
| 2.  | Taketo Nishizawa | 136    |
| 3.  | Goshin Fujiki    | 120    |
| 4.  | Ikuma Horishima  | 100    |
| 5.  | Shima Kawaoka    | 85     |
| 6.  | Takuma Okada     | 82     |
| 7.  | Ikkei Fujimura   | 63     |
| 8.  | Aoki Senda       | 57     |
| 9.  | Shugo Kanno      | 51     |
| 10. | Ryuto Shimpo     | 50     |

### Kobiety
| Lp. | Data           | Miejscowość      | Konkurencja | 1. miejsce   | 2. miejsce    | 3. miejsce   |
| --- | -------------- | ---------------- | ----------- | ------------ | ------------- | ------------ |
|     | 15 lutego 2023 | Hakuba           | MO          | Odwołano     | Odwołano      | Odwołano     |
| 1.  | 4 marca 2023   | Sapporo Bankei   | MO          | Haruka Nakao | Yuki Kajiwara | Shiori Asano |
| 2.  | 21 marca 2023  | Taira Ski Resort | MO          | Haruka Nakao | Yuki Kajiwara | Haruka Ihara |

### Klasyfikacje
| Lp. | Zawodniczka      | Punkty |
| --- | ---------------- | ------ |
| 1.  | Haruka Nakao     | 200    |
| 2.  | Yuki Kajiwara    | 160    |
| 3.  | Shunka Fukushima | 95     |
| 4.  | Haruka Ihara     | 89     |
| 5.  | Hina Fujiki      | 80     |
| 6.  | Rin Taguchi      | 74     |
| 7.  | Shiori Asano     | 60     |
| 8.  | Nanami Mizunuma  | 54     |
| 9.  | Yui Takagishi    | 50     |
| 10. | Hisako Kajiwara  | 46     |